# ビビ・アンデショーン
ビビ・アンデショーン（Berit Elisabet  "Bibi" Andersson (スウェーデン語: [ˈbɪ̂bːɪ ˈânːdɛˌʂɔn])、1935年11月11日 - 2019年4月14日）は、スウェーデンの女優。ビビ・アンデルソンの表記もある。イングマール・ベルイマン監督作品に数多く出演し、スウェーデンを代表する世界的女優として知られる。

## 経歴
ビビ・アンデショーンは1935年11月11日にスウェーデンのストックホルムで生まれた。父親はビジネスマン、母親は福祉関係の仕事をしていたという。1954年にスウェーデンの王立演劇学校（スウェーデン語: Dramatens elevskola）に在籍し（1954年–1956年）、そこで演技を学んだ 時期にイングマール・ベルイマンに実力を見込まれ、学校を中退して俳優の道に進む。1955年の『夏の夜は三たび微笑む』で小さな役を演じたのを皮切りに、『第七の封印』、『野いちご』など1950年代後半からベルイマン作品の常連になり、1970年代までに劇場版映画10本、テレビ版映画3本に出演することになる。
1958年の『女はそれを待っている』で共演したイングリッド・チューリンらと共にカンヌ国際映画祭女優賞を受賞する。また1963年にはベルリン映画祭で銀熊賞を受ける（en:Vilgot Sjöman監督作品 The Mistress）。
1966年の『仮面/ペルソナ』 で看護婦アルマを演じたビビは批評家の絶賛を受け、第4回ゴールデン・ビートル賞主演女優賞を受ける（同作の演技は翌年の全米映画批評家協会賞でも主演女優賞を受賞）。これ以降、海外の映画に出演することも多くなる。1966年はジェームズ・ガーナーとシドニー・ポワチエを揃えた西部劇『砦の29人』（英語）に出ており、アメリカ映画への出演を増やしながらベルイマン作品との関わりを続けた。ジョン・ヒューストン作品に招かれ（1970年『The Kremlin Letter』）、ロバート・アルトマン作品『クインテット』（1979年）ではポール・ニューマンと共演し、あるいはスティーブ・マックィーン唯一の監督作『民衆の敵』（1978年）ではマックィーンの相手役を務め、作品にはヘンリック・イプセンが著した原作（1882年）をアーサー・ミラーが脚色した台本（1950年）が採用された。
アメリカの舞台デビュー作はエーリヒ・マリア・レマルク監督がナチスを取り上げた『Full Circle』（1973年）である。やがて1977年の映画
『I Never Promised You a Rose Garden』（ロジャー・コーマン製作）で精神科医師を演じ、主役キャスリーン・クインランの混乱を解いていく役がアメリカで当たり、アンデショーン出演作でいちばんの話題作になる。だがあまり出演作に恵まれず、1980年代後半から1990年代前半にかけて主にテレビドラマや舞台に活動の場を移した。
アンデショーンはストックホルムのスウェーデン王立劇場（Dramaten）に招かれ1990年に芸術監督に就任、いくつか舞台を上演する。また紛争下のサラエボを支援する人道団体「サラエヴォへの道」（Road to Sarajevo）の代表も務めた。

## 私生活
1996年に出版されたアンデショーンの自伝の題名『Ett ögonblick』は出演作『女はそれを待っている』にちなみ「ある瞬間」もしくは「ほんの瞬き」を意味する。最初の結婚相手となる映画監督のKjell Grede（1960年）との間に娘がある。1978年に政治家で文筆家のPer Ahlmarkと再婚、2004年秋に Gabriel Mora Baeza と結婚している。俳優活動を続けていた2009年に脳梗塞で倒れ、翌年の報道では失語症が残り療養生活を送ると伝えられた。
2019年4月14日、ストックホルムにおいて死去した。83歳没。遺族に姉で1950年代に王立劇場のプリマドンナを務め、バレエ界から俳優に転じた Gerd Andersson がある。その息子（甥）の Lars Bethke（ウィキデータ）は舞台俳優としてスウェーデンで『コーラス・ライン』（2002年、ヨーテボリ歌劇場）『キス・ミー・ケイト』に出演、映画俳優、映画監督でもある。

## 主な出演作品
- 夏の夜は三たび微笑む Sommarnattens leende （1955年）
- 第七の封印 Det Sjunde inseglet （1957年）
- 野いちご Smultronstället （1957年）
- 女はそれを待っている Nära livet （1958年）
- 魔術師 Ansiktet （1958年）
- 悪魔の眼 Djävulens öga （1960年）
- この女たちのすべてを語らないために För att inte tala om alla dessa kvinnor （1964年）
- 仮面/ペルソナ Persona （1966年）
- 哀愁のストックホルム Story of a Woman （1970年）
- ある結婚の風景 Scener ur ett äktenskap （1973年）
- 民衆の敵 An Enemy of the People （1978年）
- エアポート'80 The Concorde ... Airport '79 （1979年）
- トゥワイス・ア・ウーマン Twee vrouwen （1979年）
- バベットの晩餐会 Babettes gæstebud （1987年）

### 注
1. ↑  ベルイマン監督との出会いは洗剤のコマーシャル撮影（1951年）[8][9]。名前のある役が付くまでに、10代で映画複数本にエキストラ出演もした[3]。
2. ↑  底本『Les Enfants d'Edouard』（Marc-Gilbert Sauvajon原作[16]、Frederick J. Jackson脚本）をアラン・メルヴィル (小説家)（英語）が改題[17]、英語版題名は『Dear Charles』[18]。